# Petteri Summanen
Jukka Petteri Summanen (* 20. března 1969) je finský herec, komik, režisér a scenárista. Pracuje především jako herec a je známý díky skatch show Studio Julmahuvi. Daboval také řadu reklam a animovaných filmů. Byl dvakrát nominovaný na cenu Jussi. Poprvé v roce 2004 na nejlepší mužskou hlavní roli (film Nousukausi) a podruhé v roce 2005 na nejlepší mužskou vedlejší roli (film Keisarikunta).
Vystudoval Helsinskou divadelní akademii. Je ženatý a má tři děti: Verneriho, Raisu a Riikku. Jeho strýcem je finský spisovatel Matti Summanen.

## Filmografie
- Automat na lásku (Levottomat)
- Haaveiden kehä
- Nousukausi
- Impérium jazzu (Keisarikunta)
- FC Venus
- Zamrzlá země (Paha maa)
- Blackout
- Vares – Kaidan tien kulkijat